# Volkswagen Caminhões e Ônibus
Volkswagen Caminhões e Ônibus (auch bekannt als Volkswagen Truck & Bus sowie MAN Trucks & Bus in Mexiko) ist ein LKW- und Omnibus-Hersteller der zu Traton gehört und für diese auf den südamerikanischen Markt auftritt.  

## Geschichte

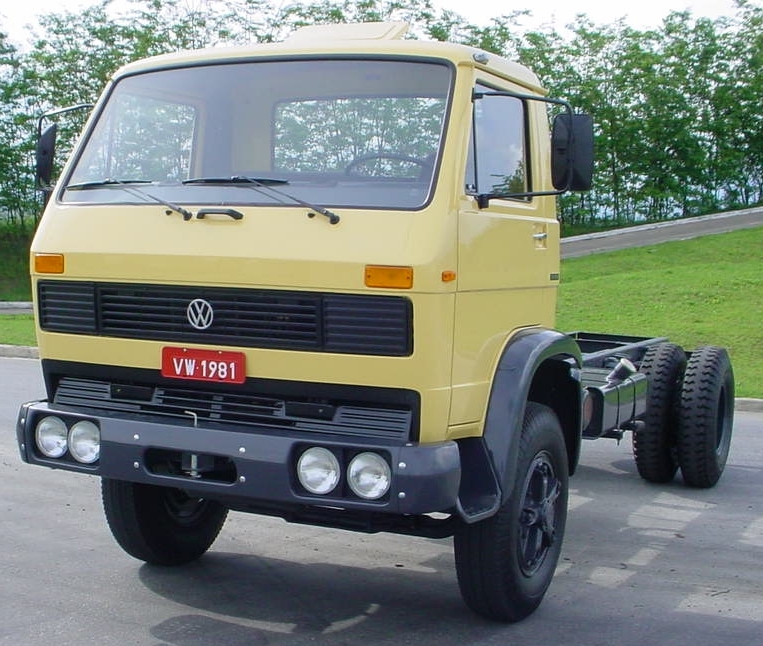
VW 13.130 von 1981

Die Anfänge des Unternehmens gehen auf Simca zurück, das im Jahr 1958 seine brasilianische Niederlassung Simca do Brasil gründete. Im Jahr 1966 übernahm Chrysler zunächst 92 % und ein Jahr später Simca do Brasil komplett. Seit 1969 produzierte Chrysler in dem Werk LKW der Marke Dodge.
Die Volkswagen AG übernahm im Jahr 1979 zunächst 67 % des inzwischen als Chrysler Motors do Brasil Ltda. firmierenden Unternehmens und stockte seine Beteiligung ein Jahr später auf 100 % auf. Im Jahr 2000 wurde die LKW- und Bussparte offiziell Teil der Marke Volkswagen Nutzfahrzeuge.
Im November 1996 wurde das heutige Stammwerk in Resende in Brasilien eröffnet, das rund 150 Kilometer von Rio de Janeiro und 250 km von São Paulo entfernt liegt. 2004 wurde das Werk in Mexiko eröffnet und 2007 in einem dritten Werk in Südafrika die Fertigung von LKW aufgenommen.
Die Hauptmärkte sind Brasilien, Argentinien, Mexiko, die restlichen süd- und mittelamerikanischen Länder sowie Afrika und der Nahe Osten. Auf der Firmenwebsite sind auch einzelne Händler in den USA, Spanien, Deutschland und China ausgewiesen.
MAN übernahm im Jahr 2009 Volkswagen Caminhões e Ônibus als Sacheinlage, wodurch der VW-Anteil an MAN stieg, und führte sie unter der Marke „Volkswagen“ weiter. 2011 kehrte die Sparte durch die Übernahme von MAN wieder gänzlich in die Volkswagen AG zurück. Die Marke wird weiter als „Volkswagen“ geführt, auch nachdem das Unternehmen zwischenzeitlich unter MAN Latin America firmierte.
2018 wurden die LKW- und Busgeschäfte des VW-Konzerns unter Traton zusammengefasst; der Börsengang erfolgte im Folgejahr.
2020 wurde mit dem Meteor eine neue Baureihe oberhalb des Constellation vorgestellt, diese basiert auf dem europäischen MAN TGX.

## Modelle

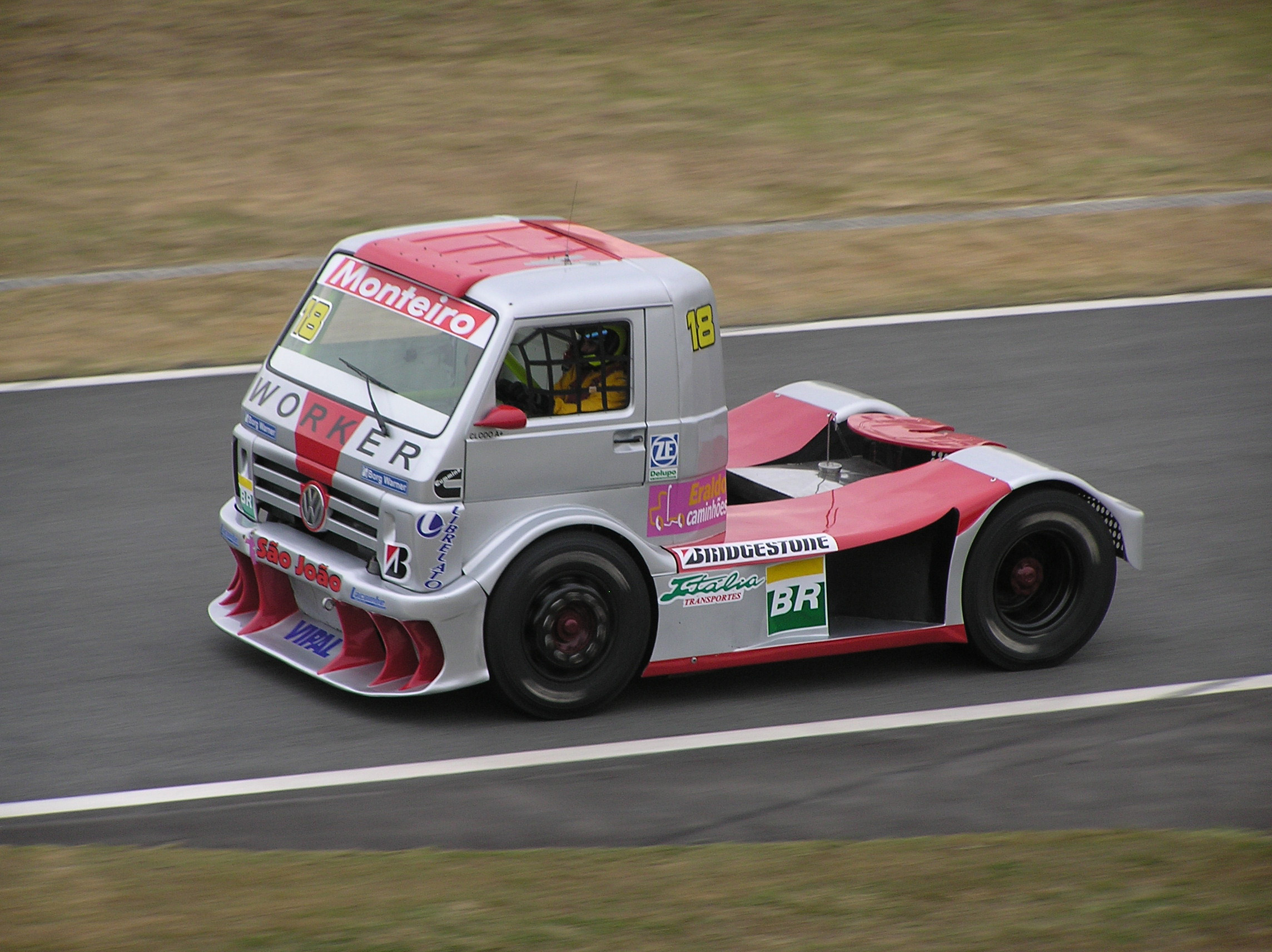
VW Worker in der Rennversion

| Bauzeit   | Baureihe         | Anmerkung               | Bild |
| --------- | ---------------- | ----------------------- | ---- |
| seit 2006 | VW Constellation | schwerer LKW            |      |
| seit 2006 | VW Worker        | mittlerer LKW           |      |
| seit 2006 | VW Delivery      | 5- bzw. 8-Tonner        |      |
| seit 2006 | VW Volksbus      | Omnibus-Fahrgestelle    |      |
| seit 2013 | VW Meteor        | basiert auf den MAN TGX |      |

## Motorsport
Sowohl der Constellation als auch der Worker werden im Motorsport eingesetzt.